# Tweede klasse (krachtbal)
De tweede nationale, is de op een na hoogste afdeling van het Belgische krachtbal.
Er nemen twaalf teams deel, zowel in de heren- als in de vrouwencompetitie.
De inrichtende macht is de Koninklijke Vlaamse Krachtbalfederatie (VKBF).

## Herencompetitie

### Huidige clubs 2019/2020
De huidige teams in de tweede klasse van het krachtbal zijn
- KBK Temse
- HO Beitem
- Helios Halle
- Osiris Aalst
- WWR Ingelmunster
- D&W Koekelare
- KBC Male
- KBC St. Michiels
- KBC Opstal
- Krachtbal Snellegem

### Geschiedenis
Het eerste krachtbalseizoen 1965-66 begon dadelijk ook met een Tweede afdeling. Twee jaar later werd de benaming gewijzigd in Bevordering, als tussenreeks tussen de Hogere en Lagere afdeling. In het seizoen 1977-78 werd teruggegrepen naar de oorspronkelijke benaming. In het seizoen 1987-88 werd na een overgang van reeksen van 14 ploegen naar reeksen van 12 ploegen, een Eredivisie ingevoerd. De eerste afdeling fungeerde vanaf toen als tweede hoogste reeks. Alweer tien jaar later werd in het seizoen 1997-98  de Eredivisie hernoemd naar Eerste Nationale en werd Tweede Nationale terug de tweede hoogste reeks.

### Kampioenen
| - 1965 - '66 Inter Assebroek - 1966 - '67 Hoger Op Beitem - 1967 - '68 Finaerts Brugge - 1968 - '69 RODEMO Snellegem - 1969 - '70 Olympia Strovi - 1970 - '71 KV Ramskapelle - 1971 - '72 Buffallo’s Sijsele - 1972 - '73 Noordster Dudzele - 1973 - '74 KV Ramskapelle - 1974 - '75 Gravenhof Dworp - 1975 - '76 KBC Izegem - 1976 - '77 KBC Beernem KBC Malderen - 1977 - '78 KB Jabbeke - 1978 - '79 Sint-Lutgard - 1979 - '80 Osiris Aalst - 1980 - '81 KBC Beernem - 1981 - '82 KBC Beernem - 1982 - '83 KBC Dworp - 1983 - '84 't Klaverken Buggenhout - 1984 - '85 KBC Edegem | - 1985 - '86 Bufallo’s Sijsele - 1986 - '87 SV Koolkerke - 1987 - '88 Osiris Aalst - 1988 - '89 KBC Lichtervelde - 1989 - '90 KRB Jabbeke - 1990 - '91 Buffallo’s Sijsele - 1991 - '92 KBC Aalter - 1992 - '93 KBC Knokke-Heist - 1993 - '94 D&W Koekelare - 1994 - '95 Pallieter Opstal - 1995 - '96 KBK Temse - 1996 - '97 KRB Loppem - 1997 - '98 KBK Ichtegem - 1998 - '99 Sporting Brugge - 1999 - '00 KBC Male - 2000 - '01 Buffalo’s Sijsele - 2001 - '02 Noordster Dudzele - 2002 - '03 Osiris Aalst - 2003 - '04 Avanti Lissewege - 2004 - '05 HO Beitem | - 2005 - '06 Osiris Aalst - 2006 - '07 KRB Jabbeke - 2007 - '08 Avanti Lissewege - 2008 - '09 Grenskracht Menen - 2009 - '10 Avanti Lissewege - 2010 - '11 KBC Fortuna Ichtegem - 2011 - '12 Noordster Dudzele - 2012 - '13 HO Beitem A - 2013 - '14 Atlas Varsenare - 2014 - '15 't Klaverken Buggenhout - 2015 - '16 D&W Koekelare - 2016 - '17 Sporting Brugge - 2017 - '18 D&W Koekelare - 2018 - '19 KBC Male - 2019 - '20 Geen kampioen (COVID-19) |

## Vrouwencompetitie
Reeks 2e nationale bestaat sinds competitie 2018-2019 niet meer.

### Geschiedenis
In het seizoen 1987-88 werd er voor het eerst bij de vrouwencompetitie een tweede reeks opgericht, Dames Senioren B, waarin naast nieuwe ploegen ook de reserveploegen meededen. In het seizoen 1994-95 werd bij de dames dezelfde structuur ingevoerd als bij de heren. De eerste afdeling werd de tweede hoogste reeks. In 1997-98 werd ook bij de dames de benaming tweede nationale ingevoerd.

### Kampioenen
| - 1987 - '88 KBK Temse - 1988 - '89 KBC Aalter - 1989 - '90 Atlas Varsenare - 1990 - '91 't Klaverken Buggenhout - 1991 - '92 't Klaverken Buggenhout - 1992 - '93 - - 1993 - '94 KBK Temse - 1994 - '95 KRB Loppem - 1995 - '96 KBC Sint-Rita - 1996 - '97 KBC Heist - 1997 - '98 KBK Ichtegem - 1998 - '99 Avanti Lissewege - 1999 - '00 KRB Loppem | - 2000 - '01 Sporting Brugge - 2001 - '02 KB Moerdamme - 2002 - '03 KBC Oostduinkerke - 2003 - '04 Grenskracht Menen - 2004 - '05 KBC Fortuna Ichtegem - 2005 - '06 Avanti Lissewege - 2006 - '07 Atlas Varsenare - 2007 - '08 Grenskracht Menen - 2008 - '09 KBC Male - 2009 - '10 KBC Maldegem-Donk - 2010 - '11 Avanti Lissewege - 2011 - '12 WWR Ingelmunster - 2012 - '13 KBC Opstal | - 2013 - '14 Grenskracht Menen - 2014 - '15 KBC St. Michiels - 2015 - '16 't Klaverken Buggenhout - 2016 - '17 KBC Heist - 2017 - '18 D&W Koekelare |